# Аги и Ема (роман)
Аги и Ема је дечји роман српског писца Игора Коларова. Роман је уврштен у дечју лектиру за 5. разред, а према њему је снимљен и истоимени филм.

## О писцу
Игор Коларов је дечији писац који је рођен 1973. године у Београду, а преминуо је 2017. године исто у свом родном граду. Игор је био врло значајан писац за децу и омладину. Писао је песме, кратке приче и романе за децу. Добитник је бројних награда и признања.

## Радња и анализа романа
У роману Аги и Ема се говори  једном деветогодишњем дечаку чији су родитељи стално заузети послом и немају времена да се посвете њему у сваком смислу. Он је усамљен и жељан друштва и пажње. Многа пута се он и његови родитељи пресељавају и када је дошао  у Улицу храстова, открио је да у кући преко пута његове живи једна старица по имену Ема, која ће му постати пријатељица. Због сталних пресељења и мењања школе, он не може да нађе пријатеље. Жељан је да са неким игра жмурке, једе сладолед, учи да плива. 
Када је упознао старицу Ему, која је веома брзо схватила шта дечаку недостаје, они су се спријатељили, почели су да иду у биоскоп, на пецање, али га је и бранила када су га деца називала ружним именима. 
Његовим најближима, оцу, мајци, ујаку све је било битније и важније него он сам. Када је Ема отишла на Агијев родитељски састанак, дечак је почео да се мења. Био је слободнији и храбрији. Једног дана отац је рекао Агију да се поново селе, он се баш растужио али му је Ема рекла да се не брине и да иде. Али када се преселио десило се изненађење, у кући преко пута Агије се доселила и Ема. Дечаковој срећи није било краја.

### Анализа
Роман је написан у 123 поглавља, поглавља су веома кратка, представљају кратке записе о дешавањима између дечака Агија и старице Еме. Роман представља роман за децу и омладину, а припада књижевном роду епика.

## Награде
Роман Аги и Ема је добио Награду Политикиног забавника за најбољу дечју књигу.